# Zelotes kulempikus
Zelotes kulempikus FitzPatrick, 2007 è un ragno appartenente alla famiglia Gnaphosidae.

## Etimologia
Il nome della specie deriva dall'aggettivo kulempikus che in ndebele del nord significa alato, in riferimento alle estensioni laterali presenti nell'embolus del maschio, a forma di piccole ali.

## Caratteristiche
Questa specie appartiene all'andreinii group, le cui peculiarità sono: i maschi hanno l'embolus di lunghezza media e con una frangia laterale alata. La piastra dell'epigino femminile è arrotondata ai margini laterali e dritta al margine posteriore. I condotti mediani dell'epigino sono più larghi di diametro anteriormente che posteriormente.
L'olotipo maschile rinvenuto ha lunghezza totale è di 8,17mm; la lunghezza del cefalotorace è di 3,75mm; e la larghezza è di 2,75mm.

## Distribuzione
La specie è stata reperita nel Kenya occidentale: l'olotipo maschile è stato rinvenuto nei pressi del villaggio di Kwaisagat, appartenente alla provincia della Rift Valley, vicino al confine con l'Uganda.

## Tassonomia
Al 2016 non sono note sottospecie e dal 2007 non sono stati esaminati nuovi esemplari.